# Borgo Santa Lucia
Borgo Santa Lucia (o, più semplicemente, Santa Lucia) è uno storico rione di Napoli. Esso sorge nel quartiere San Ferdinando, attorno all'omonima via che prende il nome dal santuario parrocchiale di Santa Lucia a Mare, la cui presenza è attestata sul litorale fin dal IX secolo, sebbene la leggenda la voglia fondata da una nipote di Costantino. I suoi abitanti sono chiamati lucïani.

## Territorio
Il territorio sul quale sorge il rione corrisponde a quello tradizionalmente amministrato dalla parrocchia. Esso si estende sulle vie Santa Lucia e Orsini con le loro traverse, sull'isolotto di Megaride col Borgo Marinari e il Castel dell'Ovo, nonché - verso Piazza Vittoria - su via Chiatamone e su un tratto di via Partenope, almeno fino alla sede del giornale Il Mattino.
Dall'altro lato, verso Palazzo Reale, nel rione sono compresi il Molosiglio e via Cesario Console, anticamente nota come Rua dei Provenzali (così come il borgo era conosciuto col toponimo di Porto dei Provenzali). Alle spalle, ne fa parte il cosiddetto Pallonetto di Santa Lucia, che sta alle pendici di Monte Echia e si sviluppa sin quasi a Monte di Dio. Sul mare, è di pertinenza del borgo l'omonima rada, racchiusa fra i già citati porticcioli del Molosiglio e del Borgo Marinari.
Nel 1994, all'epoca del G7 di Napoli, i confini della zona rossa vennero a coincidere, grosso modo, coi confini del Borgo, negli alberghi del quale erano alloggiati i capi di Stato e di governo delle nazioni partecipanti.

## Storia

### Storia antica

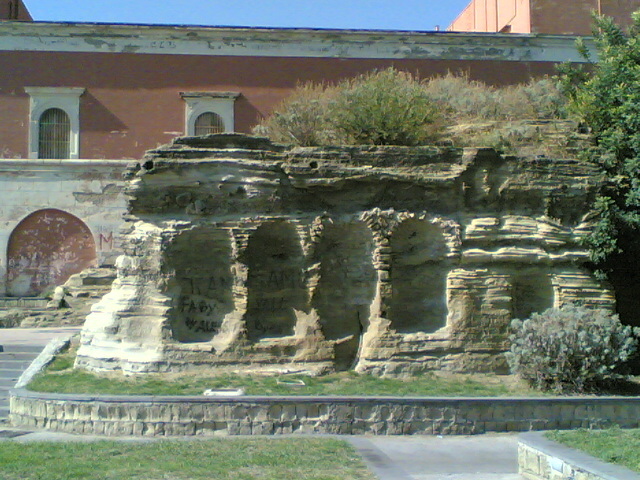
Resti della villa di Licinio Lucullo su Monte Echia.

La storia di Santa Lucia si identifica con la storia di Napoli. Partenope fu fondata sul Monte Echia dai Cumani nell'VIII secolo a.C.
In epoca romana preimperiale, qui vi si sarebbe trasferito il generale romano Lucio Licinio Lucullo, che avrebbe innalzato la sua imponente e sfarzosa villa, conosciuta come Oppidum Lucullianum, dove poi avrebbe terminato i suoi giorni l'ultimo imperatore romano Romolo Augusto.
In epoca imperiale la zona sarebbe divenuta celebre per essere vicina alle grotte platamonie, ove si tenevano riti magici e nelle quali si ritiene siano ambientati alcuni passi del Satyricon di Petronio Arbitro, mentre in epoca medievale decadde profondamente e la villa di Licinio Lucullo venne riconvertita in monastero dai basiliani che, in epoca ducale, presero a gestire la chiesa.

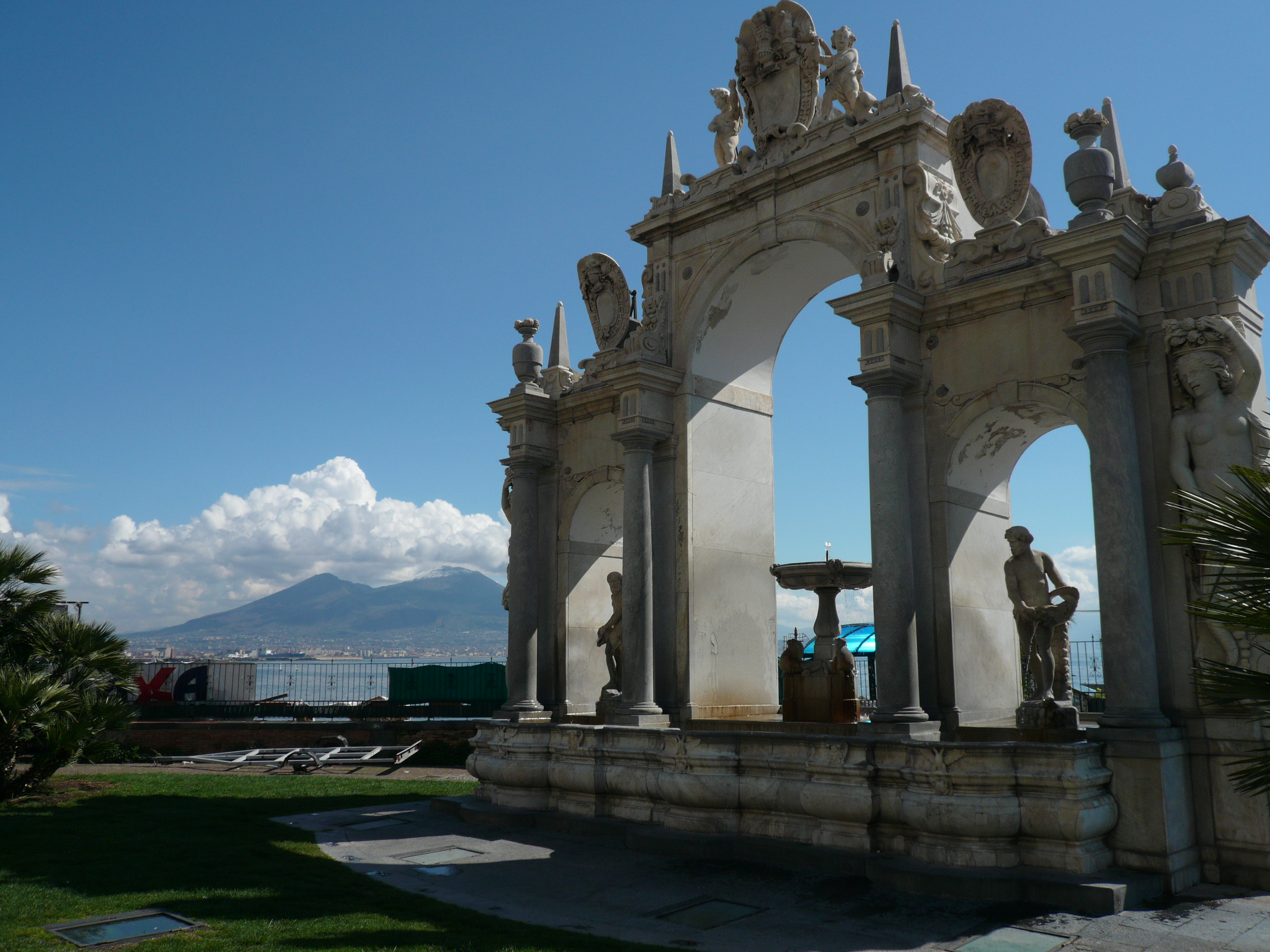
Fontana del Gigante al Borgo Santa Lucia.

### Epoca medievale
In epoca normanna il monastero fu completamente trasformato divenendo una munitissima fortezza a guardia del golfo. In epoca angioina il porto fu dato in concessione ai provenzali, concittadini dei re, e aumentò notevolmente la sua importanza militare e commerciale. Nel 1588, madre Eusebia Minadoa avocò al suo ordine femminile il santuario, facendolo integralmente ricostruire.
I viceré spagnoli, fra il Sei e il Settecento, tennero in particolare considerazione il luogo, decidendo di abbellirlo con numerosi interventi, fra i quali il più importante fu quello affidato nel 1599 dal viceré Enrico di Gusman conte di Olivares a Domenico Fontana il quale con la sistemazione della vecchia rua dei Provenzali, che venne rettificata e chiamata strada Gusmana per l'azione del viceré, trasformò un borgo di pescatori e commercianti in uno dei siti più prestigiosi dell'epoca. Con l'arrivo dei Borbone a Napoli, i lucïani divennero intimi dei re, che se ne servirono come artigiani e fornitori della real casa (famoso, in proposito, l'aneddoto dell'ostricaro fisico).

### Epoca moderna
“Fino al 1600 questa strada era ingombra tutta di poveri abitati di pescatori, formando piuttosto una rozza borgata che una via di città Capitale. Gusmano di Olivares, viceré spagnolo, cominciò a togliere via quelle casucce ed a facilitarne la discesa. Quel tratto di strada che dalla reggia viene giù fino al mare, era già denominato via Gusmana dal suo nome; ma avendo messo una statua di Giove Terminale fu detta del gigante. Ebbe poi il nome di Santa Lucia da una chiesa intitolata a questa Vergine che fu demolita per allivellare la strada.”
La località divenne meta rinomata del turismo d'élite organizzato nel cosiddetto Grand Tour, e nel corso del settecento i principi di Francavilla vi costruirono un casino fra il mare e via Chiatamone, di cui furono ospiti molti personaggi celebri (fra cui Giacomo Casanova) e che poi passò prima in proprietà della famiglia reale e, poi, di Alessandro Dumas; dell'antico luogo di delizie, tanto apprezzato dalla regina Maria Carolina, è oggi visibile solo un'ala superstite che si erge ancora alle spalle del centro congressi universitario.

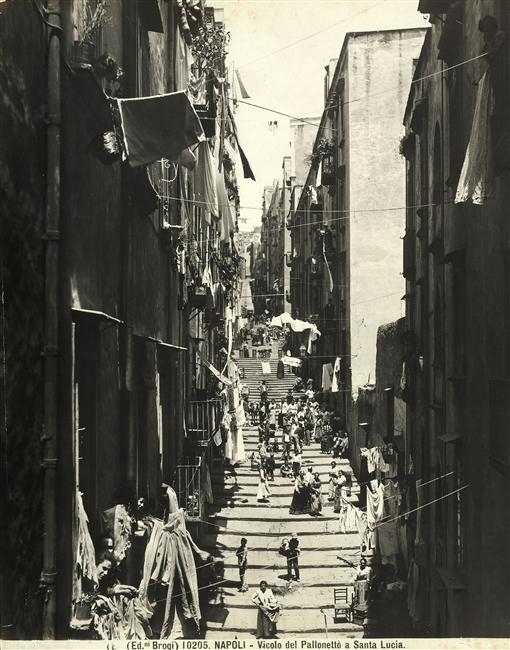
Vicolo del Pallonetto a Santa Lucia (Carlo Brogi, primi del XX secolo)

Sempre in zona, ospitato in un palazzo settecentesco tuttora esistente, si trovava il famoso albergo dell'Aquila Nera. Ivi soggiornò e morì in esilio, il 7 marzo 1802, Maria Clotilde Adelaide, regina di Sardegna e sorella degli ultimi tre re di Francia appartenenti al ramo principale dei Borbone.
Nel rione visse l'ammiraglio Francesco Caracciolo, prima valente ufficiale della Marina Borbonica e poi martire della repubblica napoletana del '99, che, per ordine dell'ammiraglio Nelson e proprio di fronte al lungomare, fu barbaramente impiccato e gettato in mare; il corpo, risalito a galla e recuperato dai popolani di Santa Lucia, ottenne cristiana sepoltura nell'altra chiesa del rione, quella di Santa Maria della Catena, dove un epitaffio, posto nel 1881, ricorda l'episodio.

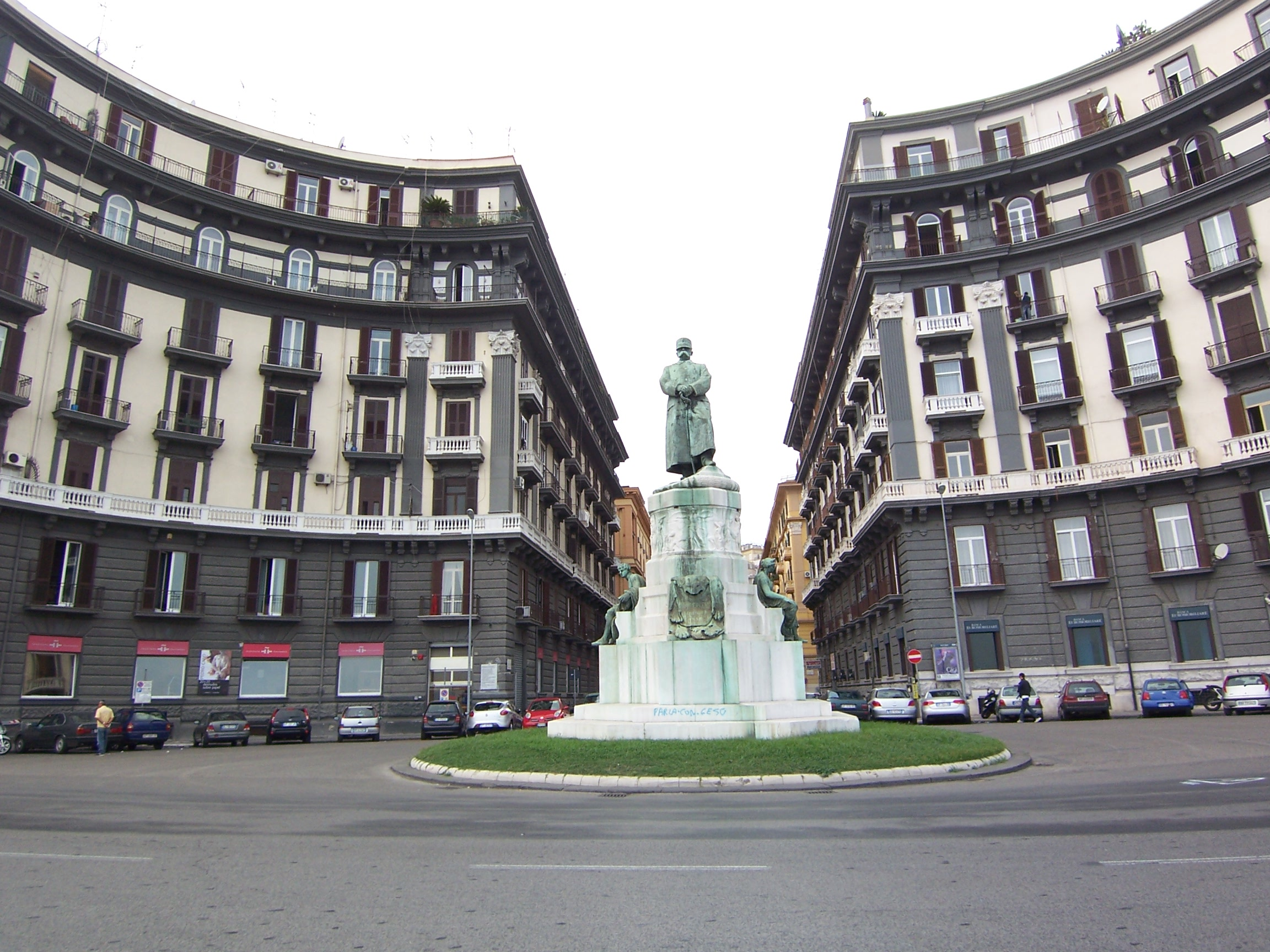
Monumento a Umberto I di Achille D'Orsi

Un altro marinaio, il Principe Luigi Carlo di Borbone, Conte dell'Aquila e fratello di Ferdinando II, abitò a Santa Lucia: alla metà dell'ottocento ivi ebbe la sua residenza principale, presso Palazzo Campofranco, dove visse fino all'arrivo dei Mille assieme alla consorte, la principessa Gennara di Braganza.
Nel 1845 il livello del lungomare venne notevolmente alzato e ciò provocò l'interramento della fabbrica cinquecentesca del santuario, sul quale venne edificata una nuova chiesa. Nel 1943, durante la seconda guerra mondiale, sia la chiesa superiore che quella inferiore vennero quasi completamente distrutte dai bombardamenti alleati. Terminato il conflitto, nel 1945, grazie alle generose offerte dei parrocchiani, in pochi mesi venne eretta la nuova chiesa, su modello di quella ottocentesca.
Tra le tante tradizioni Santa Lucia vanta una particolare usanza oggi quasi dimenticata: La festa detta della “Nzegna”:
Da il Mattino del 9 agosto 1902: “ Tranne che dai marinai, è forse sconosciuta a molti Napoletani la strana usanza del popolino di Santa Lucia, in occasione della festa detta “d' ‘a Zegna” che ricorre il 28 agosto, giorno di S. Agostino. Secondo questa pericolosa usanza, dall'alba del 28 agosto tutte le persone, gli innocui in special modo, che per loro sfortuna sono presi dai festaiuoli sulle banchine di Santa Lucia nuova e Santa Lucia vecchia, sono gettati irrimediabilmente in mare. L'anno scorso, se non andiamo errati, questa sorte toccò ad un prete, un militare, ed a parecchi scugnizzi”. Ci sono prove che la festa si sia svolta fino agli inizi degli anni 50 del novecento. I partecipanti portavano costumi di epoca Borbonica, e venivano scelte ogni anno tra gli abitanti del quartiere le controfigure di Ferdinando IV e Carolina, che in occasione della giornata sfilavano in carrozza con gli abiti reali per le strade del rione, tra gli applausi e le ironiche acclamazioni degli spettatori.

### Epoca contemporanea

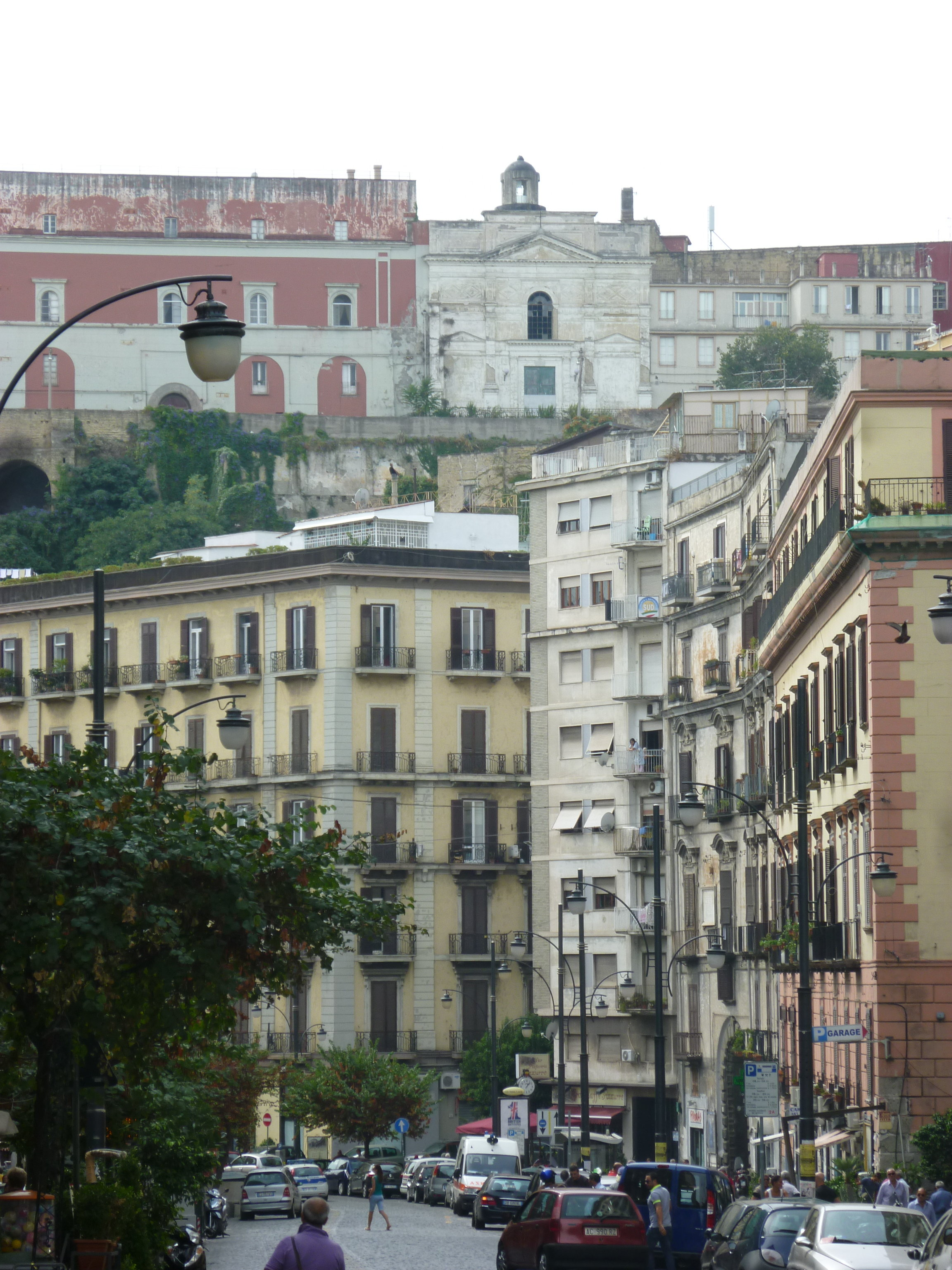
Via Santa Lucia oggi, con in alto la chiesa dell'Immacolatella a Pizzofalcone

Dopo l'unità d'Italia anche Santa Lucia, al pari del resto della città, conobbe il suo risanamento, che provocò una profonda trasformazione. Fra gli interventi, quelli più incisivi sul tessuto urbano consistettero nella colmata a mare, il cui progetto fu presentato dall'ingegnere Luigi Lops nel 1883, modificato nel 1885 e approvato nel 1886. L'opera fu realizzata tra il 1895 e il primo decennio del XX secolo e portò alla creazione dell'attuale Rione Orsini (1919), all'apertura di un nuovo tratto di Via Partenope (poi intitolato all'irredentista Nazario Sauro) che ridusse via Santa Lucia a strada interna, e all'edificazione delle case popolari al Borgo Marinari. Il mutamento dei luoghi, voluto dai nuovi amministratori, fu attaccato dagli intellettuali dell'epoca, secondo i quali il fascino della zona sarebbe stato irrimediabilmente danneggiato.
Fra i critici furono in prima fila Matilde Serao (che denunciò il risanamento come un'operazione di facciata) e Ferdinando Russo, che più tardi avrebbe composto i famosi versi di ‘O lucïano d’ 'o Rre. La stampa enfatizzò questi giudizi provocando l'arrivo di numerosi pittori e fotografi, che si affollarono sul posto con l'intento di catturare le ultime immagini prima della metamorfosi.
L'intervento, nonostante le critiche, accentuò ancor di più il carattere turistico e residenziale dell'area, dove ora sorgono i più panoramici alberghi partenopei. Fra questi si possono citare l'Excelsior dal delizioso aspetto liberty, il Santa Lucia progettato da Giovan Battista Comencini e il Vesuvio, fatto costruire dai finanzieri belgi Ermanno e Oscar Du Mesnil, ultima residenza del tenore Enrico Caruso. Nel 1960 Ian Fleming, in visita alla città per il reportage Thrilling Cities, soggiornò presso uno degli alberghi sul lungomare e ivi s'incontrò con Lucky Luciano per intervistarlo.

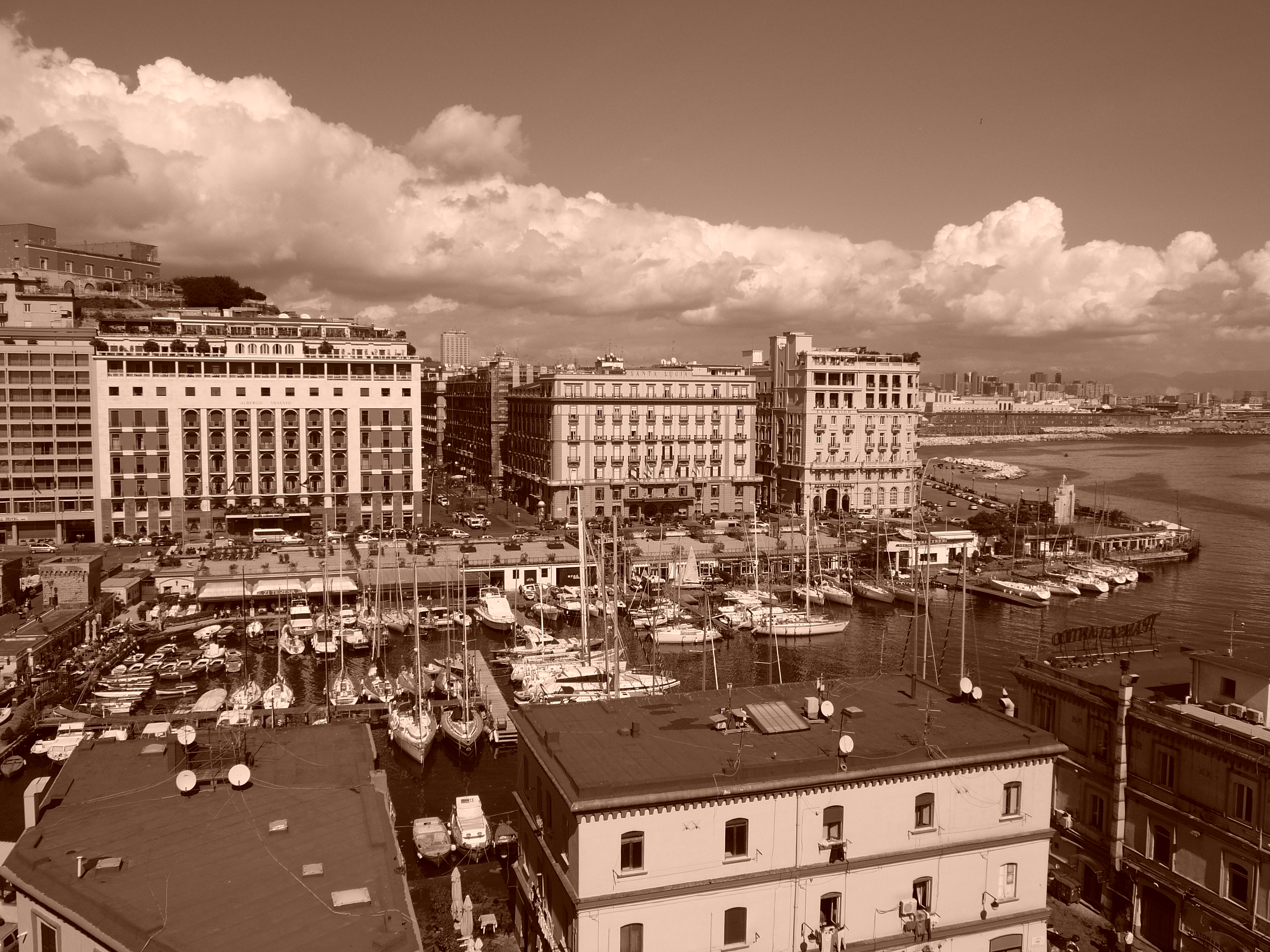
Via Partenope al Borgo Santa Lucia col porticciolo e, sullo sfondo, i grandi alberghi.

All'interno sorgono altri edifici di pregio, costruiti dopo il risanamento e sopravvissuti alla guerra, fra i quali si segnalano: il palazzo delle Ferrovie, progettato da Arturo Tricomi e costruito tra il 1917 e il 1920, dal 2004 sede degli uffici della giunta della Regione Campania, detto comunemente Palazzo Santa Lucia per il fatto che sorge lungo l'omonima via; il centro congressi dell'Università Federico II di Camillo Guerra, inaugurato incompiuto negli anni venti e terminato nel decennio successivo da Roberto Pane; palazzo Galli, opera dell'architetto eclettico Gino Coppedè; i due palazzi gemelli eretti sul lungomare dall'architetto Benedetto Nervi, in uno dei quali si trova il nuovo Polo artistico culturale e d'intrattenimento I.A.V. club by In Arte Vesuvio delle sorelle Andolfo. Fra le altre istituzioni culturali che hanno sede nel Borgo si segnala la Fondazione Mezzogiorno Europa. Infine è da ricordare il monumento a Umberto I, opera di Achille D'Orsi del 1910 collocata nella rotonda lungo via Nazario Sauro.
Oggi inoltre sulla rada si affacciano alcuni fra i più prestigiosi circoli nautici napoletani; presso di essi, nel 1960, vennero ospitati gli atleti e le squadre partecipanti alle gare di vela delle Olimpiadi di Roma, che si svolsero interamente nel golfo di Napoli, con partenza e arrivo a Santa Lucia. In un noto programma d'archivio sui giochi, spesso messo in onda dal canale Raisport, si può riconoscere l'allora principe ereditario Costantino di Grecia che lavora sulla sua barca all'ombra del Borgo.

## Nella cultura di massa

Fuochi d'artificio a Santa Lucia (Oswald Achenbach, 1875).

Santa Lucia ha influenzato, negli anni, decine di artisti; in particolar modo i pittori, che hanno immortalato paesaggi, scorci e vedute del borgo e scene di vita popolare in decine di quadri, soprattutto prima che la zona fosse trasformata dalla colmata a mare. Fra di essi si annoverano van Wittel, Bonavia, Fabris, Kiprenskij, Vittozzi, Vervloet, Pitloo, Pistorius, Carelli, Ruspini, Vianelli, Caffi, Candido, Achenbach, Solari, Fergola, Dalbono, Richet, Caprile, Pratella, Migliaro, Cangiullo.
Testimonianze dell'antico aspetto emergono anche dalle litografie di C.W. Allers, che raffigurò scorci e abitanti del borgo, inserendone i ritratti nella celebre opera intitolata La bella Napoli. Fra gli scultori che vennero folgorati da Santa Lucia si ricorda Vincenzo Gemito, che trasse ispirazione dagli scugnizzi del borgo per creare Il pescatorello, L'acquaiolo, la Testa di Licco e altre figure.

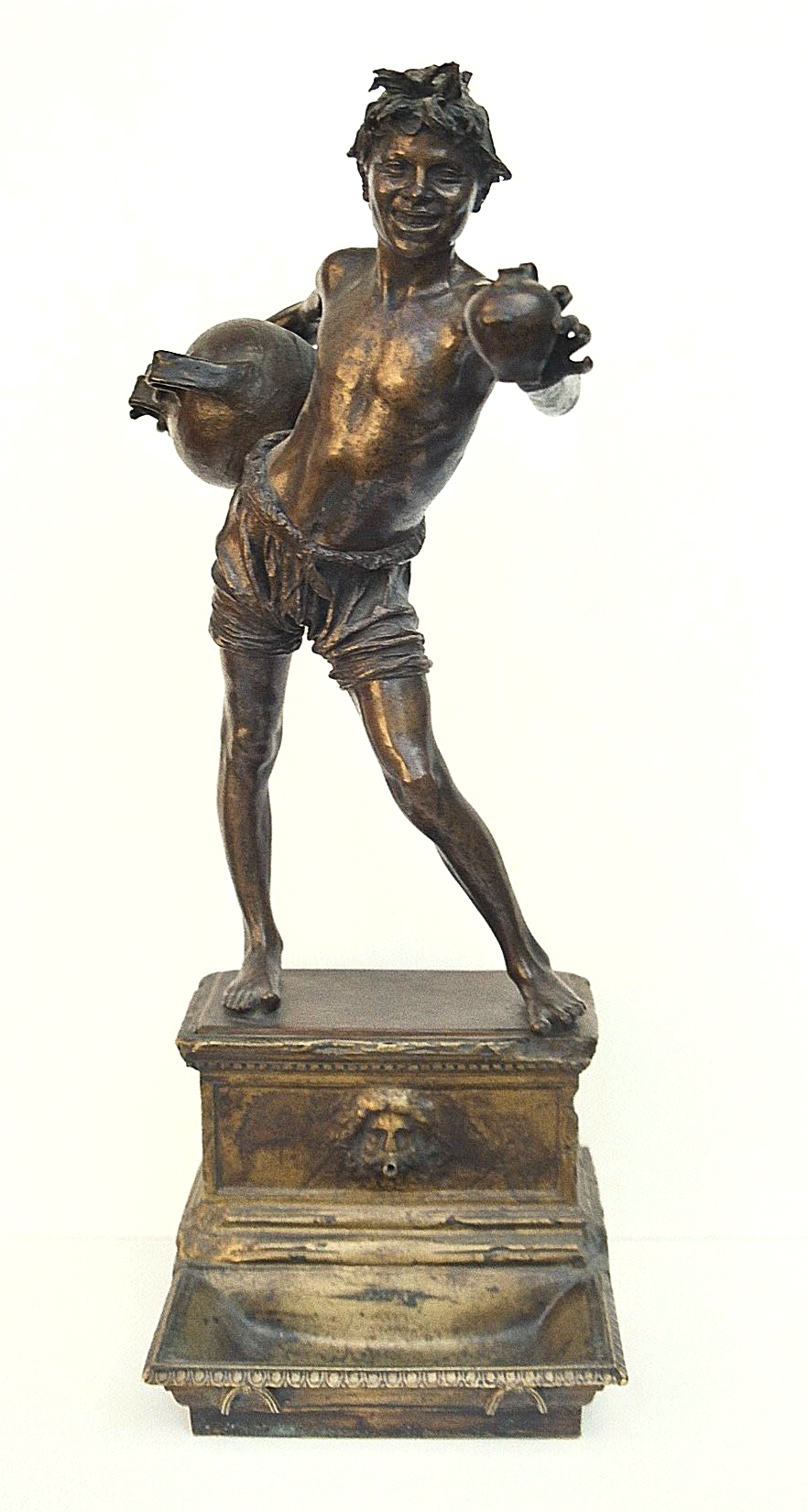
L'acquaiolo (Vincenzo Gemito, 1881)

La poesia del luogo ha anche ispirato due fra le più celebri melodie della canzone napoletana: la famosissima Santa Lucia (oggi, tra l'altro, considerata l'inno ufficioso di Svezia) e Santa Lucia luntana, simbolo, quest'ultima, degli emigranti napoletani che partivano alla volta delle Americhe, che le davano l'ultimo sguardo mentre affollavano i ponti delle navi appena salpate dal vicino porto. Più di recente, il brano intitolato 'A Lucïana, scritto nel 1953 per Renato Carosone (e da quest'ultimo portato al successo internazionale), ha immortalato nel testo un profilo tipico delle donne lucïane, che la adottarono quasi come loro inno.
A teatro il Borgo è protagonista della commedia Santa Lucia Nova, due atti in versi, prosa e musica di Raffaele Viviani. La pièce, rappresentata per la prima volta nel 1919, affronta i temi della trasformazione dei luoghi e dell'illusoria permeabilità del tessuto sociale, in un momento molto particolare come quello immediatamente seguente alla fine della Grande Guerra; in tale contesto l'autore mette a confronto il ceto dei vitaioli della media borghesia in ascesa coi vecchi frequentatori - nobili in via di decadenza - e con gli abitanti del luogo (barcaioli, pescatori, marinari e acquaioli, che mal si adattano ai nuovi tempi).
Santa Lucia e, soprattutto, il Pallonetto ritornano per cenni in molte opere di Giuseppe Marotta, scrittore celeberrimo per L'oro di Napoli e autore anche de Il teatrino del Pallonetto, in cui narra le vicende del suo alter ego don Vito Cacace, che leggeva le notizie del giornale agli allora analfabeti abitanti, carpendone i coloriti commenti; dal medesimo Marotta sono dedicate a Santa Lucia, e ai lucïani, anche pagine de Gli alunni del sole e de Gli alunni del tempo.
Sotto il profilo cinematografico Santa Lucia entrò prestissimo nella storia della settima arte, proprio grazie ai fratelli Lumière, che decisero di inserire una ripresa della strada fra quelle scelte per un breve filmato sulla città di Napoli, risalente al 1898. Al borgo è intitolato il film culto I contrabbandieri di Santa Lucia, ispirato alle attività illecite per cui i pescatori del Pallonetto divennero noti in tutto il mondo, fra l'immediato dopoguerra e la fine degli anni ottanta. Forse anche per questo motivo, poco tempo prima, Vittorio De Sica si era persuaso a girare le vicende di "Adelina", primo episodio del film Ieri, oggi, domani, fra i gradoni e le casupole della parte più popolare del rione. Santa Lucia venne ripresa anche da Francesco Rosi nella pellicola Lucky Luciano: in alcune scene il famoso capomafia americano - "in esilio" a Napoli - è seduto ai tavoli del bar California, famoso locale dell'epoca che era solito frequentare.